# Guy Périllat
Guy Périllat, né le 24 février 1940 à La Clusaz (Haute-Savoie), est un skieur alpin français.

## Biographie

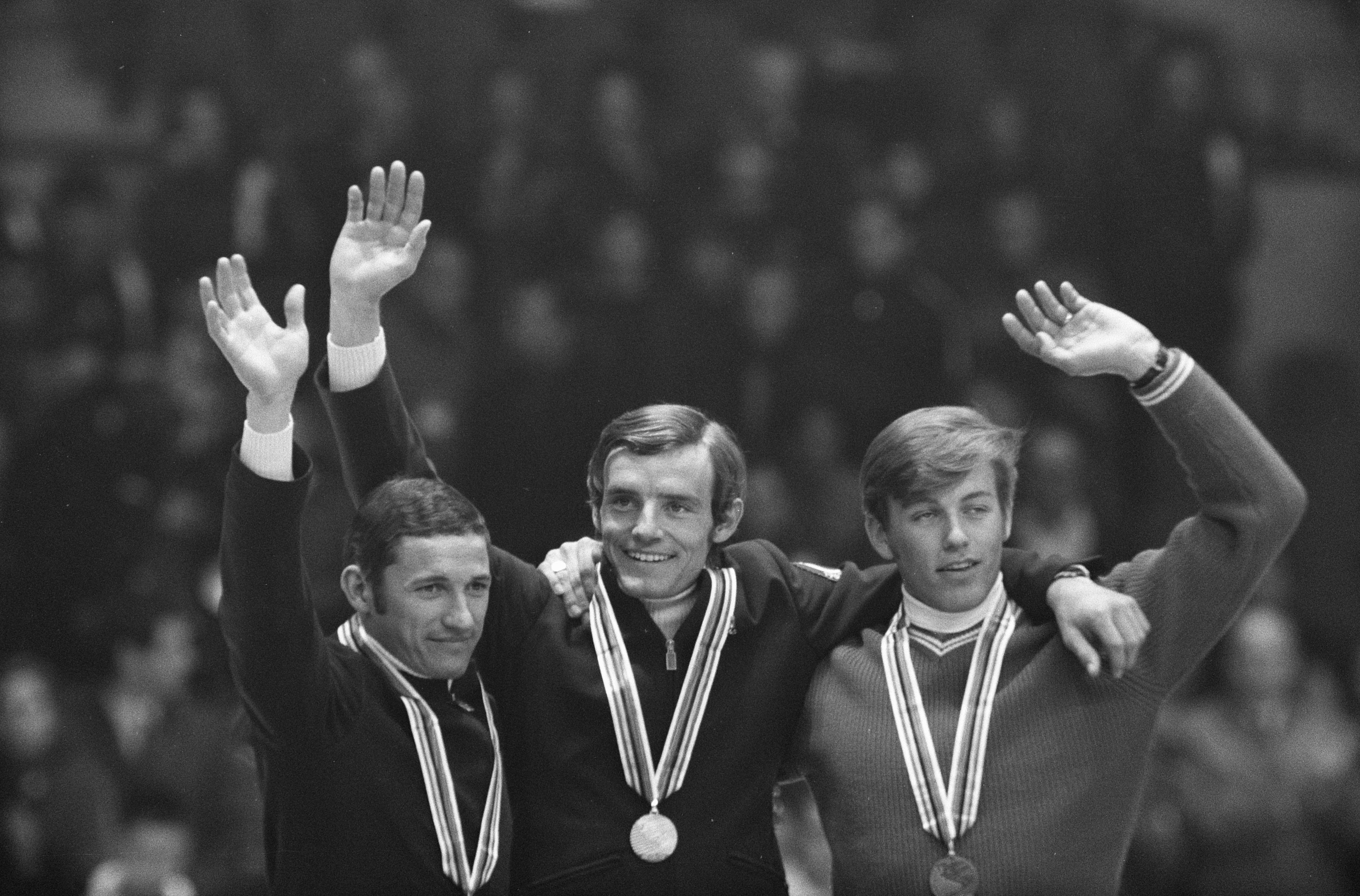
Périllat (à gauche) sur le podium de la descente des JO 1968 avec Killy et Dätwyler.

Il fit partie de la grande génération des skieurs français des années 1960.
À seulement 20 ans, Périllat remporte aux Jeux olympiques 1960 une médaille de bronze en descente ainsi que le titre de champion du monde du combiné de la FIS.
Le skieur de La Clusaz confirme en 1961 en raflant toutes les grandes classiques en descente (Wengen, Kitzbühel, Megève, Chamonix et Saint-Moritz) et le combiné de l'Arlberg-Kandahar.
Aux championnats du monde de 1962 à Chamonix, il se classe 2e en slalom derrière Charles Bozon.
En pleine razzia française (7 titres sur 8 et 16 médailles sur 24) à Portillo en 1966, Périllat remporte le titre de champion du monde en géant et une médaille d'argent en slalom.
Cependant, il ne gagnera pas de titre olympique au cours de sa carrière. Il se classe 2e en descente à Grenoble en 1968, devancé de seulement 8 centièmes par Jean-Claude Killy.
Vainqueur du K de diamant en 1967 et Kandahar en 1968, il met un terme à sa carrière en 1969.

## Palmarès

### Jeux olympiques d'hiver
| Épreuve / Édition    | Descente | Slalom géant | Slalom      |
| JO 1960 Squaw Valley | Bronze   | 6e           | 6e          |
| JO 1964 Innsbruck    | 6e       | 10e          | 12e         |
| JO 1968 Grenoble     | Argent   | 4e           | Disqualifié |

### Championnats du monde
| Épreuve / Édition         | Descente | Slalom géant | Slalom      | Combiné     |
| Mondiaux 1958 Bad Gastein | 8e       | 11e          | Disqualifié | —           |
| JO 1960 Squaw Valley      | Bronze   | 6e           | 6e          | Or          |
| Mondiaux 1962 Chamonix    | 6e       | Disqualifié  | Argent      | —           |
| JO 1964 Innsbruck         | 6e       | 10e          | 12e         | 5e          |
| Mondiaux 1966 Portillo    | 63e      | Or           | Argent      | 14e         |
| JO 1968 Grenoble          | Argent   | 4e           | Disqualifié | Disqualifié |

## Coupe du monde
Guy Périllat obtient son meilleur classement général en 1967, avec la 3e place. Il est monté à sept reprises sur le podium, dont deux victoires en slalom, à Megève et Madonna di Campiglio en 1967.

### Différents classements en Coupe du monde
| Saison / Épreuve | Saison / Épreuve | Général | Général | Descente | Descente | Slalom | Slalom | Slalom géant | Slalom géant |
| ---------------- | ---------------- | ------- | ------- | -------- | -------- | ------ | ------ | ------------ | ------------ |
| Saison / Épreuve | Saison / Épreuve | Class.  | Points  | Class.   | Points   | Class. | Points | Class.       | Points       |
| 1967             | 1967             | 3e      | 108     | 2e       | 37       | 2e     | 58     | 12e          | 13           |
| 1968             | 1968             | 5e      | 83      | 4e       | 37       | 25e    | 5      | 6e           | 41           |
| 1969             | 1969             | 30e     | 12      | 13e      | 8        | 25e    | 3      | 32e          | 1            |

### Détail des victoires
| Saison / Épreuve | Slalom                      | Total |
| 1967             | Megève Madonna di Campiglio | 2     |
| Total            | 2                           | 2     |

## Arlberg-Kandahar
- K de diamant
- Vainqueur du Kandahar 1961 à Mürren et 1968 à Chamonix

## Championnats de France
- Champion de France de Descente en 1967.
- Champion de France de Géant en 1962 et 1966
- Champion de France de Slalom en 1962, 1966 et 1967
- Champion de France de Combiné en 1966 et 1967

## Autres
- En 1961, il fut victorieux dans les cinq descentes classiques de la saison
- Vainqueur du slalom en 1963, 1965 et 1966 et du combiné en 1963 à Wengen
- Vainqueur du combiné en 1969 à Kitzbühel
- Vainqueur du slalom en 1960, 1963 et 1967 et du combiné en 1960 à Megève
- Champion du Monde militaires en slalom géant et spécial en 1962 à Garmisch
- Champion des Champions français de L'Équipe en 1961

## Décorations
- Officier de la Légion d'honneur Il est fait chevalier le 7 novembre 1966, puis est promu officier le 31 décembre 1989[1].
- Officier de l'ordre du Mérite sportif‎ à titre exceptionnel (1960)[2]